# Xã Portage, Quận Ottawa, Ohio
Xã Portage (tiếng Anh: Portage Township) là một xã thuộc quận Ottawa, tiểu bang Ohio, Hoa Kỳ. Năm 2010, dân số của xã này là 1.291 người.